# Tylophora yunnanensis
Tylophora yunnanensis är en oleanderväxtart som beskrevs av Rudolf Schlechter. Tylophora yunnanensis ingår i släktet Tylophora och familjen oleanderväxter. Inga underarter finns listade i Catalogue of Life.